# 克勒俄帕特拉
克勒俄帕特拉（希腊语：Κλεοπάτρα）希腊神话中几位女性人物的名字。这里面包括：
- 伊达斯和玛耳佩萨之女，埃托利亚英雄墨勒阿革洛斯之妻。墨勒阿革洛斯是卡吕冬国王俄纽斯的儿子。他参加了卡吕冬狩猎。在狩猎结束后，卡吕冬人与另一城邦普琉戎的居民为争夺战利品（卡吕冬野猪的头和皮）而爆发战争。墨勒阿革洛斯在战斗中杀死了自己的一个舅父，结果遭到母亲的诅咒。他因此退出了战斗，普琉戎人遂攻至卡吕冬城下。克勒俄帕特拉请求她的丈夫重新出战，保卫城邦。墨勒阿革洛斯答应了妻子的请求，赶走了敌人，但自己也阵亡了。[1]

- 玻瑞阿斯和俄里梯亚的女儿，卡拉伊斯和仄忒斯的妹妹，萨尔密得索斯国王菲纽斯的妻子。她给菲纽斯生了两个儿子。后来菲纽斯与她离婚，并娶了达耳达诺斯的女儿伊代亚。菲纽斯在伊代亚怂恿下残酷虐待克勒俄帕特拉所生的儿子，把他们弄瞎。菲纽斯因此受到宙斯和赫利俄斯的惩罚，双目失明且永受饥饿。[2]

- 特罗斯和卡利罗厄的女儿，特洛伊城建立者伊罗斯的妹妹。[2]

- 达那伊得斯之一，达那俄斯的女儿。

## 资料来源
- 《神话辞典》，（苏联）M·H·鲍特文尼克等，统一书号：2017·304
- 《世界神话辞典》，辽宁人民出版社，ISBN 7-205-00960-X